# Bistro

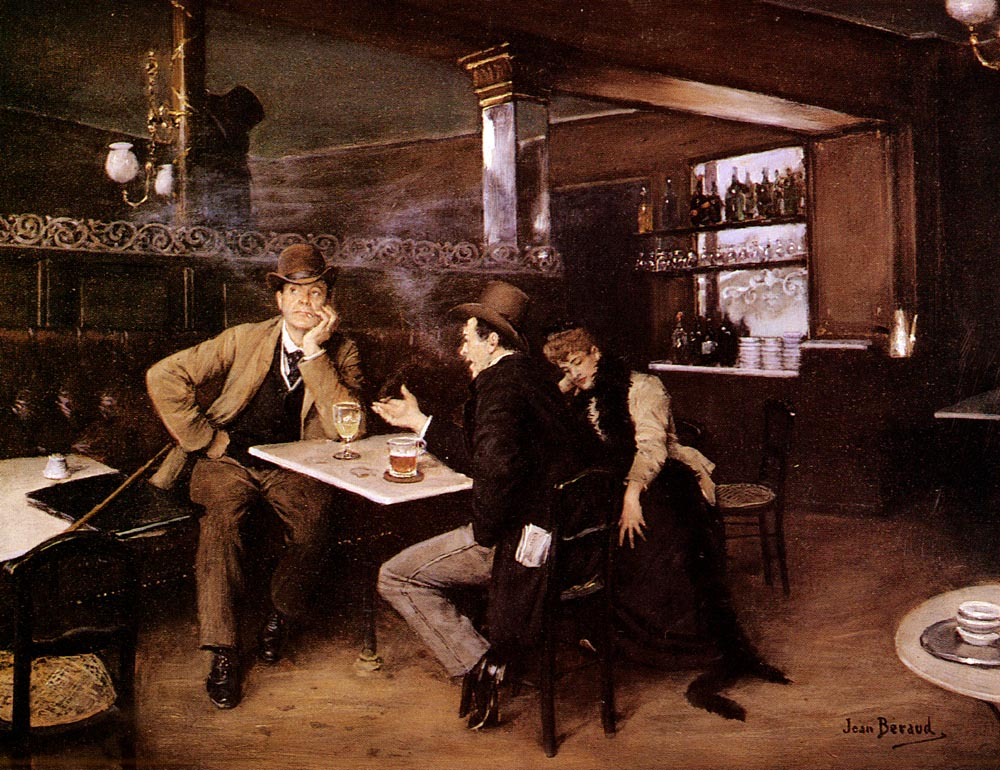
"Au Bistro" av Jean Béraud.

En bistro är en mindre restaurang eller ett kafé. Ordet har möjligen ryskt ursprung, men har kommit till svenskan genom franskan.
En fransk bistro brukar ofta skilja sig från ett matställe betecknat restaurant genom att inredningen är enklare och maten är av annan karaktär än hos de som serverar la haute cuisine. Typiskt sett serveras mer lantliga eller traditionella rätter i större portioner och med enklare uppläggningar än vad som förknippas med nouvelle cuisine. Bistromaten kan trots detta vara väl tillagad och gjord på utmärkta råvaror. Just beteckningen "bistromat" förekommer på franskinspirerad mat tillagad och serverad i denna stil.
I Sverige och andra länder betecknar bistro också ett matställe eller kafé, som ibland är franskinspirerat. Tåg som körs av SJ kallar numera sin restaurangvagn för bistro, utan att detta innebär att urvalet är särskilt franskt till sin karaktär. Bistro kan också (mer sällan) vara namn på till exempel klädaffärer, konsultföretag eller kaffesorter. 
Ordets ursprung är höljt i dunkel. Det kan eventuellt härledas från det ryska ordet быстро (ungefärligt uttal: bistro), som betyder ’snabbt’. Ryska soldater som ockuperade Frankrike efter Napoleonkrigen skall ha uppmanat fransmännen att servera mat på ett snabbare sätt. 
En alternativ förklaring är att Napoleons soldater efter kriget i Ryssland 1812 tog med sig ordet bistro tillbaka till Frankrike. 
Troligare är att bistro kommer av bistraud, ’liten tjänare’, ’vinhandlarhjälpreda’, som slutligen blivit en benämning på vinhandlaren själv.